# كيث فولرتون ويتمان
كيث فولرتون ويتمان (بالإنجليزية: Keith Fullerton Whitman)‏ هو موسيقي أمريكي، ولد في 29 مايو 1973 في سومرفيل في الولايات المتحدة.

## وصلات خارجية
- الموقع الرسمي
- كيث فولرتون ويتمان على موقع ميوزك برينز (الإنجليزية)
- كيث فولرتون ويتمان على موقع ميوزك برينز (الإنجليزية)
- كيث فولرتون ويتمان على موقع ميوزك برينز (الإنجليزية)
- كيث فولرتون ويتمان على موقع ميوزك برينز (الإنجليزية)
- كيث فولرتون ويتمان على موقع ميوزك برينز (الإنجليزية)
- كيث فولرتون ويتمان على موقع ميوزك برينز (الإنجليزية)
- كيث فولرتون ويتمان على موقع ميوزك برينز (الإنجليزية)
- كيث فولرتون ويتمان على موقع ميوزك برينز (الإنجليزية)
- كيث فولرتون ويتمان على موقع ميوزك برينز (الإنجليزية)
- كيث فولرتون ويتمان على موقع ميوزك برينز (الإنجليزية)
- كيث فولرتون ويتمان على موقع ميوزك برينز (الإنجليزية)